# Unterweser (Schiffstyp)
Der Typ Unterweser ist ein Serienfrachtschiffstyp der Schiffbau-Gesellschaft Unterweser, später Schichau Unterweser in Bremerhaven. In den Jahren 1968 bis 1972 entstanden elf Einheiten dieser Liberty-Ersatzschiffstyps.

## Geschichte
In der Trampschifffahrt fuhren Mitte der 1960er Jahre noch ungefähr 700 der insgesamt etwa 3300 produzierten Liberty- und Victory-Standardfrachter sowie einige andere während des Zweiten Weltkriegs gebauten Frachtschiffe in der damaligen Welthandelsflotte. Sogar die jüngsten von ihnen waren inzwischen 20 Jahre und älter, und so stellte sich sowohl den Reedereien als auch den Werften die Frage eines Ersatzes dieser Schiffe, welche in absehbarer Zeit das Ende ihrer Einsatzdauer erreicht haben würden.
Die großen Umwälzungen im Seeschiffsverkehr, hervorgerufen durch das Erscheinen von Containerschiffen und Massengutfrachtern, welche die Stückgutschiffe später nahezu vollständig ersetzen würden, waren zu diesem Zeitpunkt noch nicht als solche vorhersehbar, so dass das klassische Stückgutschiff, welches in der damaligen Form seit der Jahrhundertwende mit verhältnismäßig wenigen Änderungen gebaut wurde, noch immer aktuell erschien.
Auch die Schiffbau-Gesellschaft Unterweser konzipierte Ende der 1960er Jahre einen Schiffsentwurf als Ersatz für die damals alternde Flotte der Liberty-Frachter und Victory-Schiffe.
Hergestellt wurde die Serie von 1968 bis 1972 in elf Einheiten. Eingesetzt werden die Schiffe vorwiegend in der weltweiten Trampfahrt, anfangs teilweise auch in der Linienfahrt. Die Schiffe wurden meist mit verschiedenen Kombinationen von  Kränen, teilweise als koppelbare Gemini-Kräne geordert, lediglich die drei Einheiten für die Bremer Reederei Schulte & Bruns wurden mit herkömmlichem Ladegeschirr abgeliefert.

## Übersicht
| Typ-Unterweser-Schiffe    | Typ-Unterweser-Schiffe | Typ-Unterweser-Schiffe | Typ-Unterweser-Schiffe | Typ-Unterweser-Schiffe   | Typ-Unterweser-Schiffe |
| Bauname                   | Bau- nummer            | IMO- Nummer            | Stapellauf Ablieferung | Auftraggeber             | Umbenennungen und Verbleib |
| ------------------------- | ---------------------- | ---------------------- | ---------------------- | ------------------------ | --- |
| Meta Reith                | 464                    | 6829850                | 10.07.1968 24.10.1968  | Baltika-Linie, Hamburg   | 1977 Columbus Tahiti → 1979 Wille II → 1979 Barbara Leonhardt → 1986 Sandra S. → 1994 MSC Sandra S. → 1996 MSC Sandra, am 10. Februar 2000 zum Abbruch in Alang eingetroffen |
| Willi Reith               | 465                    | 6905111                | 20.12.1968 18.03.1969  | Baltika-Linie, Hamburg   | 1977 Columbus Noumea → 1978 Wille I → 1980 Terzia → 1982 Tandoc → 1983 Nan Kun → 1989 Jin Qiao, am 14. Juni 2012 aus dem Register gelöscht |
| Ede Sottorf               | 466                    | 6917956                | 23.04.1969 30.06.1969  | Erich Drescher, Hamburg  | 1975 Wahehe → 1977 Franzisca Drescher → 1978 Cathrin → 1983 Wah Ying → 1983 Hua Ying → 1998 Ying, am 16. Dezember 2004 aus dem Register gelöscht |
| Helene Roth               | 472                    | 6929583                | 09.09.1969 13.12.1969  | J. Roth, E. Jacob, Iller | 1985 Sea Rainbow → 1989 Orchid → 1990 Masada 1 → 1994 Makassar → 1995 Hagaar, am 1. Dezember 1994 zum Abbruch nach Indonesien verkauft und dort 1995 verschrottet |
| Auguste Schulte           | 474                    | 7019660                | 20.05.1970 16.09.1970  | Schulte & Bruns, Lübeck  | 1975 Wangoni → 1976 Carimare → 1983 El Greco → 1986 Transcape → 1988 Good Trader → 1990 Xin Feng, am 12. Juli 1997 zum Abbruch in Kalkutta eingetroffen und dort am 12. August 1997 auf den Strand gesetzt                                                                                               |
| Günther Schulte           | 475                    | 7027746                | 21.08.1970 10.12.1970  | Schulte & Bruns, Lübeck  | 1975 → Wameru → 1976 Günther Schulte → 1976 Carbet → 1982 Bangkok → 1985 Nakorn Thai → 1988 S.C.C. 3 → 1988 Chiangrai, am 16. Oktober 2012 aus dem Register gelöscht |
| Erika Schulte             | 476                    | 7036589                | 16.11.1970 23.02.1971  | Schulte & Bruns, Lübeck  | 1978 Erika Naber → 1987 Novsong → 1990 Valetta II → 1993 Ocean Crest, am 30. Oktober 1997 zum Abbruch in Chittagong eingetroffen und dort am 2. November 1997 auf den Strand gesetzt |
| Matthias Reith            | 479                    | 7113363                | 22.06.1971 01.09.1971  | Orion-Linie, Hamburg     | 1978 Matten I → 1979 Albega → 1980 Freestar → 1981 Maco → 1982 Partem → 1984 New Haihua → 1995 Xin Hai Hua → 1996 Jiu Jin Shan → 2006 Xin Chang 3 → 2007 Xin, am 4. Februar 2007 zum Abbruch in Alang eingetroffen und dort am 9. Februar 2007 auf den Strand gesetzt                                    |
| Grethe Reith              | 480                    | 7120421                | 02.09.1971 16.12.1971  | Orion-Linie, Hamburg     | 1979 Matten II → 1980 Tama → 1982 Mega → 1983 Jolo → 1983 Alltrans → 1984 Su Qi, am 12. Dezember 1998 zum Abbruch in Guangzhou eingetroffen |
| Lotte Reith               | 481                    | 7126140                | 06.12.1971 01.03.1972  | Orion-Linie, Hamburg     | 1978 Lotte P. → 1978 Lotre → 1979 → Wemi → 1980 Okha → 1983 Green Ocean → 1985 Hua Qiong → 1996 Sea Contess → 1998 Zinnia, am 8. Februar 2001 zum Abbruch in Alang eingetroffen |
| Ede Wittorf               | 482                    | 7206794                | 02.03.1972 18.05.1972  | Erich Drescher, Hamburg  | 1973 Ede Foldenfjord → 1974 Wadai → 1975 → Stefan Drescher → 1982 Transondo Express → 1983 Nikiforos → 1986 Transmariner → 1988 Great Mariner → 1990 Ning Pacific → 1990 Golden Glory → 1995 Golden Shine, am 7. September 2011 aus dem Register gelöscht, letzter Hinweis auf Existenz im November 1997 |
| Daten: Miramar Ship Index |                        |                        |                        |                          | |